# Danone
Cet article possède un paronyme, voir Danon.
Ne doit pas être confondu avec Danone (entreprise espagnole).
Danone est une multinationale alimentaire française dont le siège social est à Paris. L’entreprise est cotée sur Euronext à la Bourse de Paris, où elle est incluse dans l’indice boursier CAC 40.
Elle est issue de la fusion, en 1973 entre d'une part, le groupe français Gervais Danone, lui-même constitué par la fusion en 1967 de l'entreprise Danone, fondée par Isaac Carasso en 1919 à Barcelone, en Espagne et de Gervais et d'autre part, le groupe français Boussois-Souchon-Neuvesel (connu sous le sigle BSN), issu de la fusion en 1966 de l'entreprise de glaces Boussois et de la verrerie Souchon-Neuvesel. En 1994, il a été décidé de donner au groupe ainsi formé en 1973, le nom de sa marque de produits frais : Danone. La firme dirigée par Antoine Riboud était alors le numéro un français de l'agro-alimentaire et le troisième groupe européen dans ce secteur.
Au fil des années, l'entreprise se décline autour de trois pôles : produits laitiers frais et d'origine végétale, eaux en bouteille et nutrition spécialisée (nutrition médicale et nutrition infantile). Présente sur plus de 120 marchés en 2023, ses ventes se sont élevées à €27,6 milliards, faisant d'elle la 10e entreprise agroalimentaire du monde. Le groupe emploie près de 90 000 personnes à travers le monde, et compte plus de 180 sites de production.
En 2023, les produits laitiers frais essentiels et les produits à base de plantes représentaient 52 % des ventes totales du groupe ; la nutrition spécialisée (médicale et infantile), 31 % et les eaux, 17 %. Danone est la 4e plus grande entreprise de transformation de produits laitiers au niveau mondial, derrière Nestlé, Dairy Farmers of America et Lactalis, et la deuxième française, en chiffre d'affaires.

## Histoire

### Naissance de Danone et création de Gervais-Danone (1919-1969)

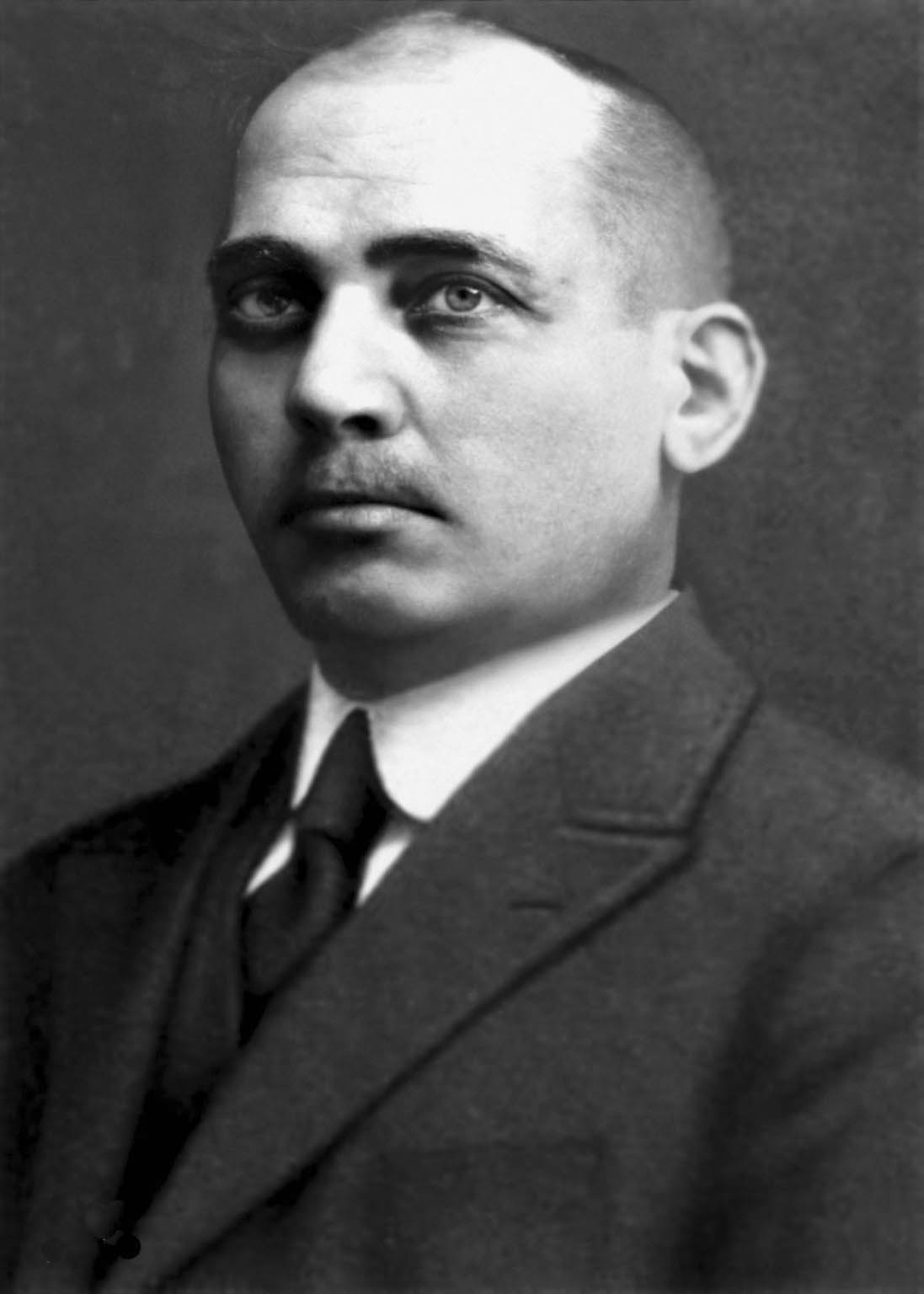
Isaac Carasso

À la fin de la Première Guerre mondiale en Europe, de nombreux enfants souffrent de troubles intestinaux, liés à de mauvaises conditions d'hygiène. Devant ce constat, Isaac Carasso, négociant, s'intéresse aux recherches d'Elie Metchnikoff, chercheur à l'Institut Pasteur et prix Nobel en 1908. Celles-ci portent sur les bienfaits des yaourts et des ferments lactiques sur la santé. Le scientifique met notamment en évidence leur utilisation dans le traitement des désordres intestinaux. Isaac Carasso connaît déjà les vertus du yaourt. À Thessalonique, d'où il est originaire, ce produit est largement démocratisé. Il se vend d'ailleurs dans les rues, au kilogramme. Il décide alors de l'introduire en Espagne en y incorporant des ferments lactiques, sur les conseils de médecins. C'est l'Institut Pasteur qui lui fournit les souches.
En 1919, dans un petit atelier à Barcelone, Isaac Carasso lance la production de yaourts. Ils sont fabriqués avec du lait frais et sont distribués le lendemain. La marque s'appelle alors « Danon », en référence au surnom catalan de son fils « petit Daniel »,. Cependant, un nom propre ne peut être un nom commercial, dans le droit espagnol. Le fondateur rajoute alors un « e » pour enregistrer la marque, qui devient « Danone ». En 1923, le Collège des médecins de Barcelone reconnaît officiellement les propriétés du yaourt. Les pots sont vendus en pharmacie sur recommandation des médecins, puis en crémerie. Après des études de commerce à Marseille et un stage en bactériologie à l'Institut Pasteur, Daniel Carasso, alors âgé de 20 ans, lance la marque en France en 1929 en créant la Société parisienne du yoghourt Danone. La première usine ouvre ses portes en 1932 à Levallois-Perret.
Très vite, d'autres produits sont déclinés. En 1937, Dany, le premier yaourt aux fruits est lancé. Les yaourts aromatisés aux fruits sont commercialisés en 1953, les veloutés sont lancés en 1963 et les gélifiés en 1966. En 1942, l'occupation de la France contraint Daniel Carasso à se réfugier aux États-Unis. Il poursuit le développement de la marque, rachète un fabricant de yaourts et lance Dannon Milk Products. Sur les conseils du publicitaire français Raymond Loewy, l'orthographe de la marque s'américanise afin d'éviter une mauvaise prononciation. Dannon Inc. est créé aux États-Unis. De retour en France, Daniel Carasso revend sa société américaine à Beatrice Foods (elle sera rachetée par Danone France en 1981) et cherche à renforcer Danone. L'entreprise fusionne en 1967 avec les Fromageries Gervais. Le groupe Gervais-Danone est né.

### Du yaourt vers son pot: BSN (1970-1977)

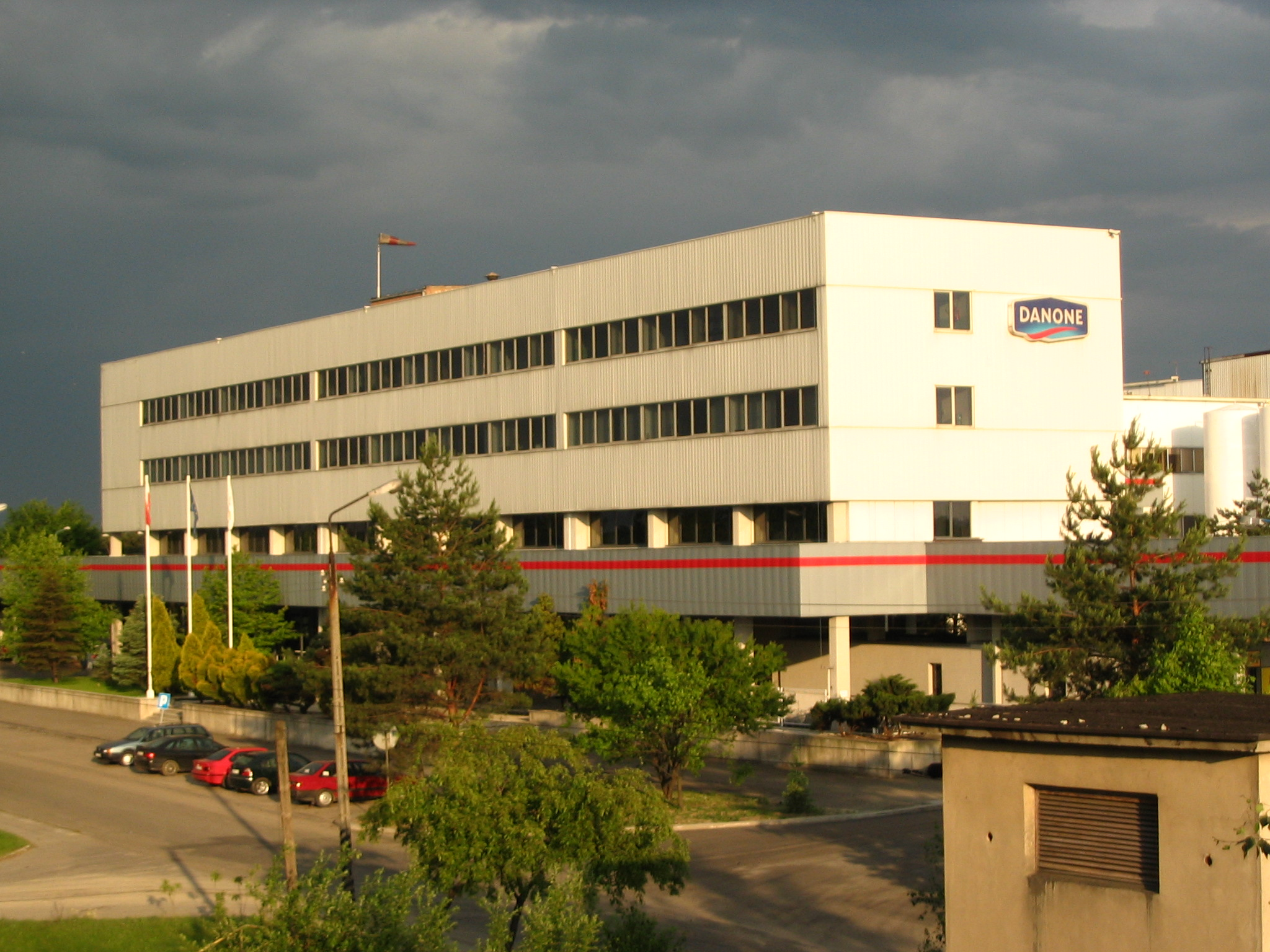
Usine Danone à Bieruń, en Pologne.

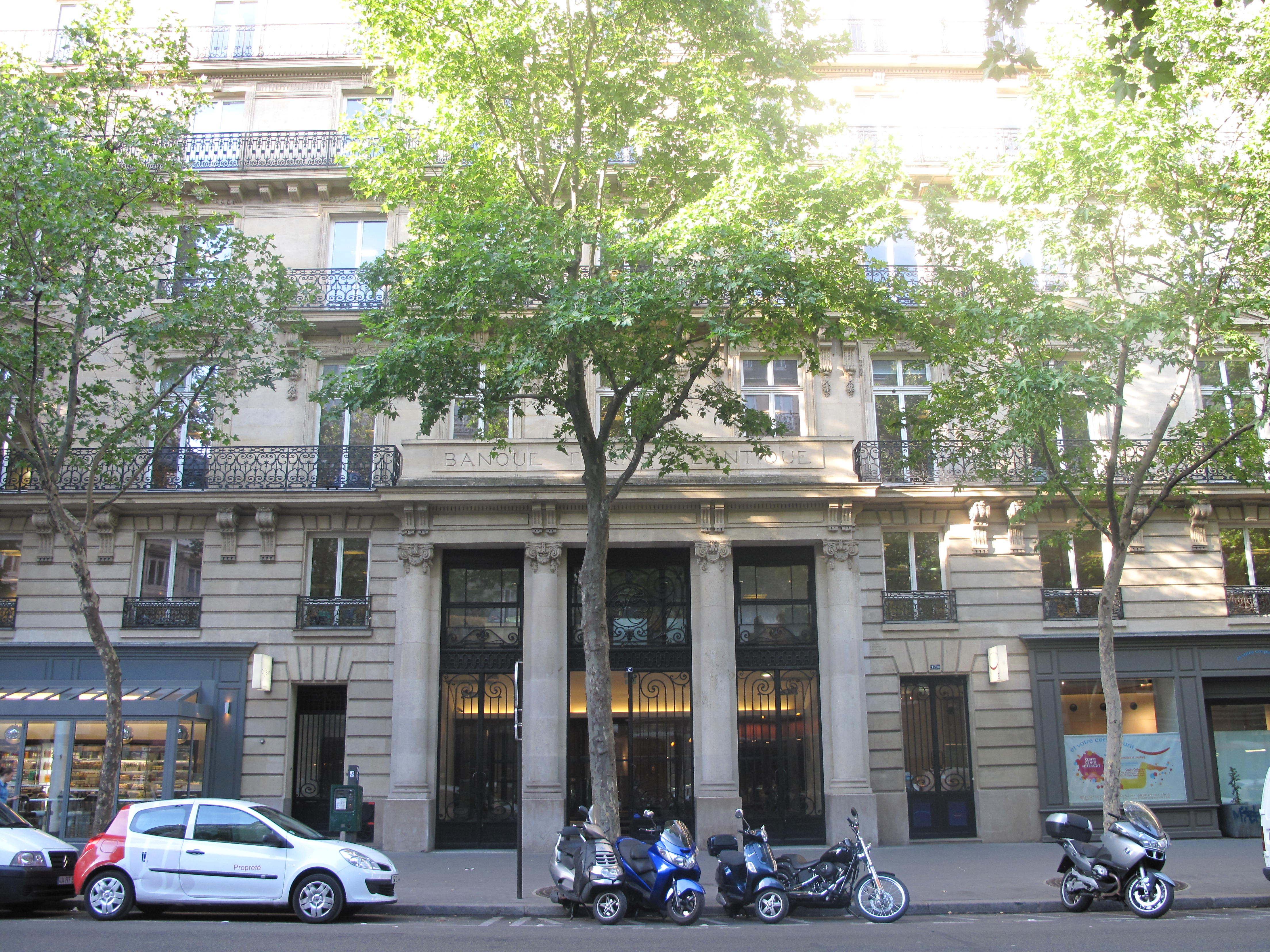
Siège de la société Danone, dans l'ancien siège de la Banque Transatlantique (17 boulevard Haussmann, Paris)

Au début des années 1970, Gervais-Danone rachète de nombreuses marques de pâtes et de conserves alimentaires : Milliat Frères, Panzani, Garbit, Petitjean et Lhuissier, et devient ainsi le premier producteur de pâtes en France.
Dans le même temps, l'entreprise Boussois-Souchon-Neuvesel (BSN), présente sur le marché de l'emballage, se diversifie dans l'agroalimentaire en rachetant Évian, Blédina, Kanterbräu, Kronenbourg, et devient numéro un de la bière, des eaux minérales et de la nutrition infantile.
En 1973, BSN fusionne avec Gervais Danone. La nouvelle entité est baptisée BSN-Gervais-Danone. Les activités principales du groupe sont alors les produits frais, les boissons, les pâtes et les plats cuisinés[réf. nécessaire].

### Recentrage sur l'alimentaire, diversification et essor du groupe (1978-1995)
En 1978, BSN-Gervais Danone acquiert la brasserie belge Alken. En 1979, à la suite du choc pétrolier, l'entreprise cède ses activités de verre plat. Le groupe se recentre alors sur l'alimentation, s'agrandit et étend ses activités en Europe. En 1980, il acquiert la branche alimentaire de la Générale Occidentale, spécialisée dans l'épicerie et la confiserie, et propriétaire de nombreuses marques comme Carambar, Liebig, Vandamme, la Pie qui Chante, Maille… BSN-Gervais Danone devient la première entreprise agroalimentaire de France. Son chiffre d'affaires atteint 16,5 milliards de francs[réf. nécessaire].
En 1983, le nom BSN-Gervais Danone est raccourci[réf. souhaitée]. L'entreprise s'appelle alors BSN. Malgré ce changement de dénomination, l'activité des produits frais de Gervais Danone reste très importante.
En 1987, BSN fait son entrée sur le marché du biscuit en rachetant Général Biscuit, qui possède la marque LU et est présent dans plusieurs pays : Allemagne, Italie, Pays-Bas, Belgique. Deux ans plus tard, le groupe fait l'acquisition de plusieurs filiales européennes de l'Américain Nabisco, parmi lesquelles les biscuits Belin. La marque devient numéro un du biscuit européen et numéro deux mondial. Le chiffre d’affaires du groupe s’élève alors à 48,7 milliards de francs.
En 1993, BSN rachète Vivagel[réf. souhaitée] et rapproche son activité alimentaire avec celle du groupe Saint-Louis (marques Marie, William Saurin, la Belle Chaurienne) au sein d'une filiale commune, nommée Panzalim. À la suite du désengagement de Saint-Louis en 1996, BSN récupère tout le portefeuille de marques.
Alors que sa présence se développe dans le monde, BSN peine pourtant à se faire connaître. Son nom est déjà utilisé par une banque en Espagne, une entreprise de textiles aux États-Unis et une chaîne de télévision au Japon. À l'heure de la mondialisation, le groupe a besoin d'une marque forte. Sa filiale Danone est connue partout dans le monde et assure à elle seule un quart du chiffre d'affaires. En 1994, BSN change alors de nom pour devenir « Groupe Danone », représenté par « l'enfant à l'étoile ». Le groupe Danone possède alors 300 marques.

### Recentrage sur trois domaines et début de l'internationalisation (1996-2006)

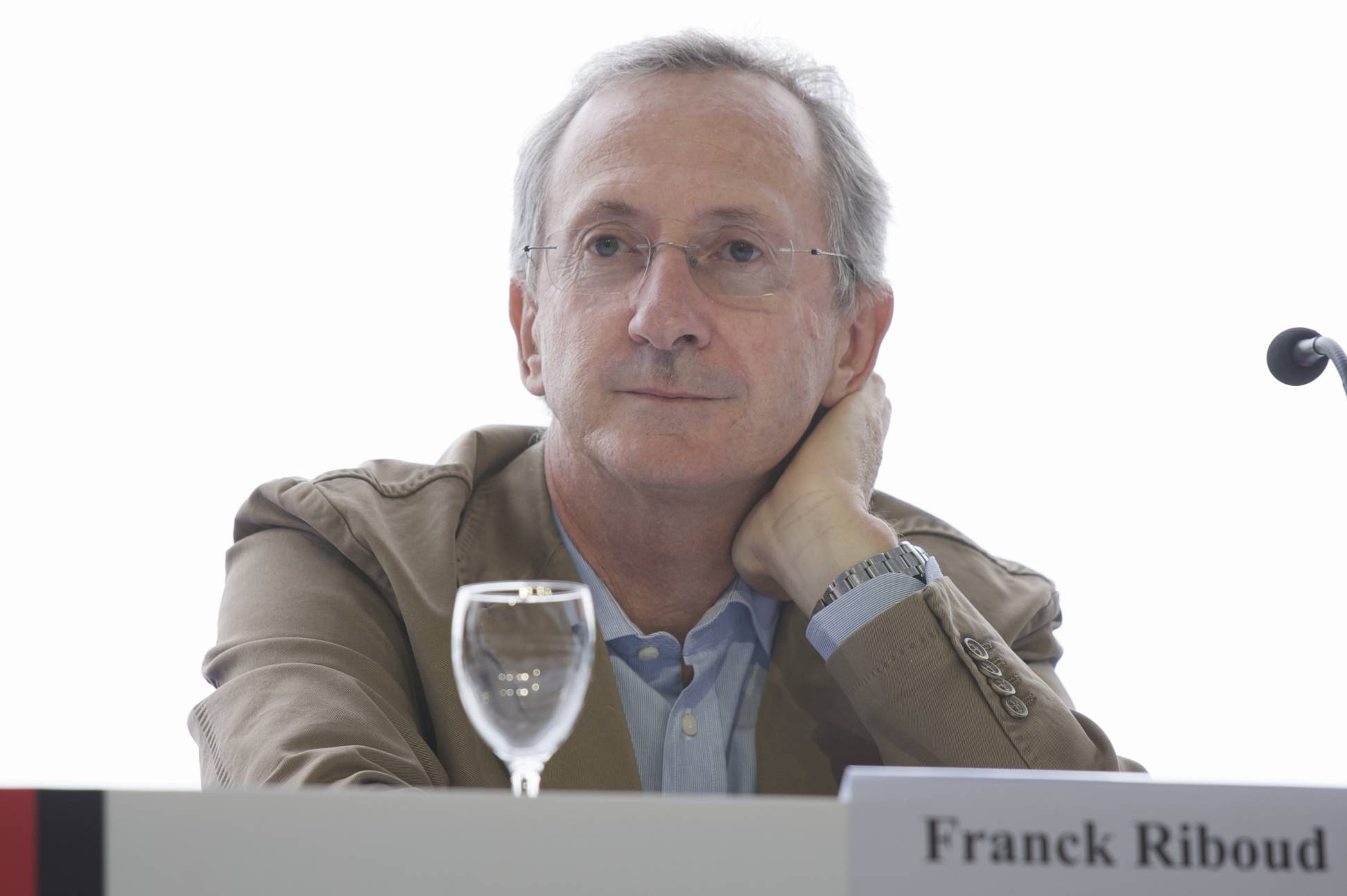
Franck Riboud, PDG de Danone de 1996 à 2014 et président du conseil d'administration de 2014 à 2017, puis président d'honneur depuis 2017.

En 1996, Antoine Riboud, président du groupe Danone, prend sa retraite à 77 ans et quitte ses fonctions. Son fils Franck est nommé par le conseil d'administration pour lui succéder. 1996 marque aussi le début d'une période de recentrage pour l'entreprise.
En 1996, après plusieurs acquisitions dans les pays émergents, le groupe Danone acquiert 51 % des parts de Hangzhou Wahaha, numéro un des boissons non alcoolisées. Zong Qinghou, fondateur de la société, devient alors le PDG de Danone-Wahaha, qui détient près de 39 coentreprises. Les produits sont tous commercialisés sous la marque Wahaha. Grâce à ce partenariat, le groupe Danone réalise les trois quarts de son activité en Chine et 10 % de ses ventes mondiales.
L'entreprise cède les années suivantes plus de la moitié de ses activités épicerie et l'ensemble de la confiserie : Panzani, Amora Maille et William Saurin sont vendues à Paribas Affaires Industrielles, Marie à Uniq, Liebig à Campbell, et enfin La Pie qui Chante, Carambar et Vandamme à Cadbury.
Ce recentrage confirme la volonté du groupe de s'orienter vers la santé et l'alimentation saine. Parallèlement, l'entreprise accélère sa stratégie d'internationalisation dans les pays émergents et fait son entrée à la Bourse de New York en 1998. La même année, le groupe est fournisseur officiel de la Coupe du monde de football pour les produits laitiers. Trois marques sont alors mises en avant : Danone, Évian, LU. En 1999, le groupe se sépare des filières emballage et bière, notamment avec la vente des Brasseries Kronenbourg et d'Alken-Maes au groupe Scottish & Newcastle en 2000.
Dans les années 2000, Danone se tourne vers les pays émergents. L'entreprise se développe en Amérique latine (Uruguay, Chili), Asie (Chine, Malaisie, Singapour, Corée du Sud et Vietnam), Afrique du Nord (Maroc, Algérie, Egypte) et au Moyen-Orient (Israël, Arabie saoudite).
En 2000, Danone choisit d’implanter un centre de recherche et développement à Palaiseau, dans le pôle scientifique et technologique de Paris-Saclay.
Le 5 mai 2002, Antoine Riboud meurt à l'âge de 83 ans,.

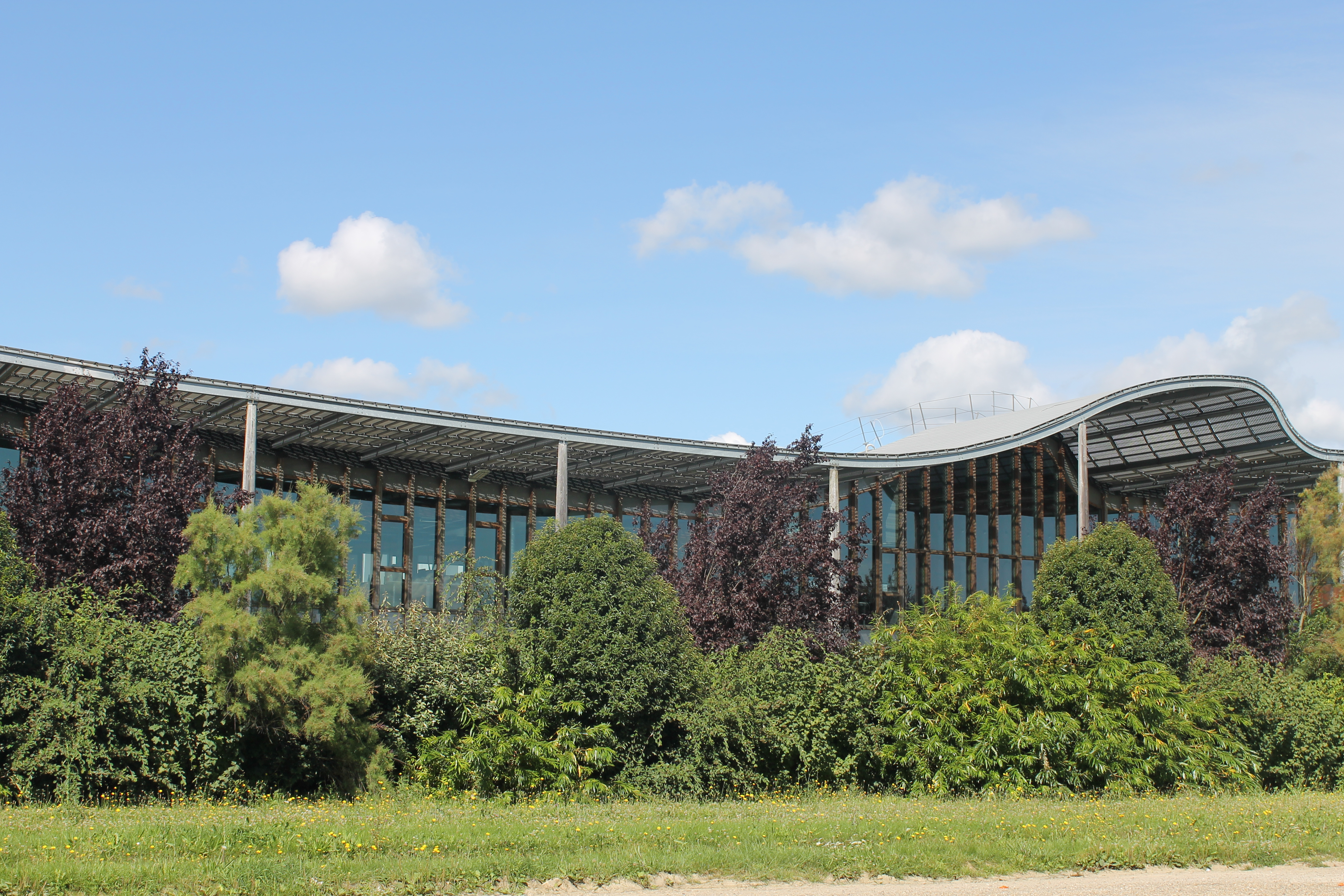
Le centre de R&D de Danone à Palaiseau (Paris-Saclay).

En janvier 2004, Danone se renforce également en Amérique du Nord avec l'acquisition de Stonyfield Farm, leader mondial du yaourt biologique. En août 2004, une OPA est lancée sur la société serbe Knjaz Miloš Aranđelovac, qui enregistre 70 millions d'euros de chiffre d'affaires en 2003. Knjaz Miloš Aranđelovac est numéro un en Serbie des eaux en bouteille avec les marques Knjaz Milos et Aqua Viva.
Mais en 2005, Danone constate que parallèlement aux 39 structures de la coentreprise, une soixantaine d'usines et de sociétés de distribution produisent et vendent des boissons illégalement sous la marque Wahaha. Le groupe français accuse son partenaire chinois de n'avoir pas respecté les clauses de non-concurrence. Il tente alors de prendre le contrôle de ces filiales, mais se heurte à Zong Qinghou qui dénonce l'intrusion des sociétés étrangères en Chine. Wahaha affirme que le Français était au courant et lui reproche de prendre une part trop importante dans les coentreprises. Danone entame alors des négociations, puis porte l'affaire devant les tribunaux en 2007. Nicolas Sarkozy évoque même ce dossier auprès du président chinois Hu Jintao lors d’une visite officielle. En 2009, un accord amiable est trouvé entre les deux parties. Le groupe Danone quitte la co-entreprise et cède ses parts à son ancien partenaire. À la suite de cette séparation, Danone quitte le marché des boissons non alcoolisées en Chine.
En 2006, Franck Riboud regroupe les activités de Danone sur les trois métiers les plus porteurs :
- les produits laitiers frais (33 milliards de francs de chiffre d'affaires)
- les eaux minérales : numéro 2 mondial des eaux minérales (15 milliards)
- les biscuits : numéro 2 mondial des biscuits sucrés (17 milliards)

Ces trois secteurs représentent à eux seuls 85 % des ventes.
En 2006, Danone rachète l'eau embouteillée algérienne Tessala.

### Poursuite de l'internationalisation autour des produits laitiers, de l'eau et de la nutrition infantile (depuis 2007)
En 2007, Danone se recentre à nouveau et se sépare de son activité biscuits, qui comprenait notamment les Tuc, Belin et LU, et la vend à Kraft (devenu Mondelēz International). Le 7 juillet marque la fin de la coopération entre Eden et Danone autour de l'entreprise Château d'eau.
Après avoir cédé l'ensemble des actifs de LU, le groupe lance une OPA sur le Néerlandais Numico le 8 juillet. Danone acquiert ainsi l'un des leaders mondiaux de l'alimentation infantile et de la nutrition médicale. L'opération se boucle pour 12,3 milliards d'euros. Le 29 octobre, le conseil d'administration de Danone approuve la vente de sa branche Biscuits et produits céréaliers à Kraft Foods pour 6,3 milliards d'euros. Depuis, l'entreprise s'organise autour de quatre activités : les produits laitiers frais, les eaux, la nutrition infantile et la nutrition médicale.
Le 17 mai 2009, Daniel Carasso, alors président d'honneur de la société, meurt.
Le 18 juin 2010, Danone s'associe avec Unimilk (ru), l'un des principaux producteurs de lait en Russie. Ensemble, ils fusionnent leurs activités de produits laitiers frais en Russie, en Ukraine, au Kazakhstan et au Bélarus. Cette coentreprise donne alors naissance au numéro un des produits laitiers dans cette zone. La Russie devient le cinquième marché le plus important pour l'entreprise française.
En 2010, le groupe rachète Immédia, numéro trois des smoothies en France, ainsi que l'Américain Medical Nutrition. Avec ses 16 millions de dollars de chiffre d'affaires, Medical Nutrition intègre le pôle nutrition de Danone qui réalise la même année 70 millions de dollars en Amérique du Nord. L'objectif est d'accroître le positionnement de Danone sur les produits santé et en particulier sur la nutrition médicale, marché en pleine croissance. En avril 2012, Danone est candidat pour racheter l’activité alimentation infantile de Pfizer, mais cette activité sera finalement vendue à Nestlé. Tout comme la nutrition médicale, l'activité de nutrition infantile est en forte augmentation dans les pays émergents.

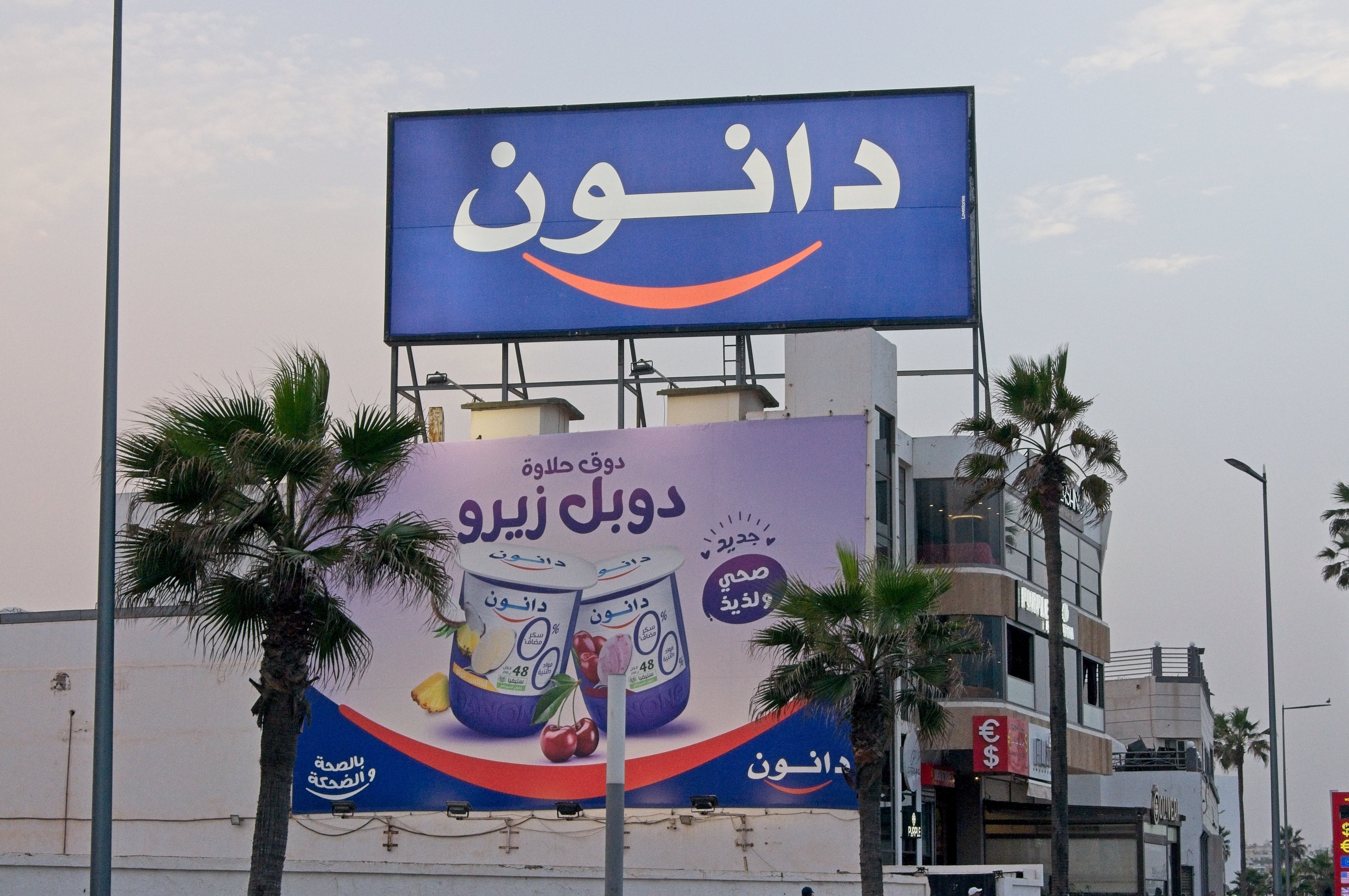
Publicité « Double zéro » sur la corniche à Casablanca en novembre 2024

En 2011, la part des ventes réalisées dans les pays émergents franchit un cap, à 51 %.
En juin 2012, le groupe annonce sa montée au capital à hauteur de 67 % de Centrale laitière, le leader marocain des produits laitiers, avec qui Danone travaille depuis 1953. En 2012, les quatre axes du groupe sont les produits laitiers frais (numéro 1 mondial), les eaux minérales (numéro 2 mondial), l'alimentation infantile (numéro 2 mondial) et la nutrition médicale (numéro 1 mondial).
En octobre 2012, Danone s'associe au fonds d'investissement Abraaj pour s'emparer de 49 % de la société Fan Milk, une société qui fabrique et distribue des produits laitiers glacés et des jus au Ghana, au Nigeria, au Togo, au Burkina Faso, au Bénin et en Côte d'Ivoire. Le 18 juillet 2014, Danone annonce l'acquisition de 40 % du capital du groupe kényan Brookside (leader des produits laitiers en Afrique de l'Est).
Le 20 mai 2013, Danone a annoncé une prise de participation de 4,0 % dans la société Mengniu, no 1 des produits laitiers en Chine, au travers d'un accord avec COFCO (leader public de l'agroalimentaire chinois et principal actionnaire de Mengniu). En février 2014, Danone a annoncé avoir porté sa participation de 4,0 % à 9,9 % dans Mengniu, pour 486 millions d'euros. Danone devient le deuxième actionnaire de cette société. En parallèle en mai 2013, une coentreprise a été créée entre Danone et Mengniu pour développer la catégorie produits laitiers frais.
En août 2013, une fausse alerte à la toxicité d'ingrédients présents dans les laits infantiles vendus en Asie crée un climat de panique.
En février 2014, Danone mandate la banque d'affaires JP Morgan en vue de céder son pôle nutrition médicale d'une valeur approximative de 3 milliards d'euros,, avant de réaffirmer ses quatre métiers (Produits Laitiers Frais, Eaux, Nutrition Infantile et Nutrition Médicale) en décembre 2014.
Le 1er octobre 2014, Franck Riboud laisse la direction générale de l'entreprise à Emmanuel Faber.
Le 31 octobre 2014, Danone, Mengniu et Yashili ont annoncé avoir signé un accord aux termes duquel Danone participait à une augmentation de capital réservée de l'entreprise chinoise Yashili pour un montant de 437 millions d'euros. Danone détient alors 25,0 % du capital de Yashili.
En novembre 2015, Danone annonce avoir conclu un accord définitif avec le groupe chinois Yashili et sa maison mère Mengniu pour la vente de la marque de nutrition infantile Dumex, pour le prix de 150 millions d'euros. Les ventes de Dumex en Chine étaient très inférieures à ses niveaux de début 2013, et avait inscrit dans ses comptes une dépréciation de la valeur de la marque de 398 millions d'euros.
En juin 2016, Danone a annoncé avoir réalisé l'acquisition d'une participation de 40 % dans Michel et Augustin et revient à nouveau dans le secteur des biscuits. En juillet 2016, Danone annonce l'acquisition pour 12,5 milliards de dollars, reprise de dettes comprise, de WhiteWave Foods. Cette entreprise américaine spécialisée dans les produits laitiers biologiques et dans les produits d'origine végétale possède les marques Horizon Organic, Silk et Earthbound Farm,. En avril 2017, Danone pour obtenir l'accord des autorités de la concurrence dans le cadre de l'acquisition de WhiteWave, annonce la vente de Stonyfield. En juillet 2017, Danone vend Stonyfield à Lactalis, pour 875 millions de dollars (soit 768 millions d'euros), pour se conformer aux demandes des autorités américaines de la concurrence,. En février 2018, Danone vend une participation de 14 % dans Yakult pour 1,5 milliard d'euros, ne gardant plus qu'une participation de 7%.
En avril 2019, Danone annonce la vente de Earthbound Farms, marque américaine spécialisée dans les salades bios, à Taylor Farms.
En octobre 2020, Danone annonce la vente de sa participation résiduelle de 6,6 % dans Yakult Honsha pour environ 500 millions d'euros, gardant cependant ses coentreprises et partenariat avec l'entreprise.
En novembre 2020, la direction annonce, dans le cadre de son plan Local First, la suppression de 1500 à 2000 suppressions postes dont près 500 en France, afin d'augmenter sa rentabilité et faire un milliard d’euros d’économie d’ici 2023. Cela provoque de vives critiques car le groupe annonce également être alors largement bénéficiaire et vient de donner 1,4 milliard d'euros à ses actionnaires,.
Fin janvier 2021, l'arrivée du fonds d'investissement Bluebell Capital en tant qu'actionnaire de Danone remet en cause la présence d'Emmanuel Faber à la tête de Danone. Dans une lettre envoyée à l'ensemble des actionnaires en novembre 2020, Bluebell Capital déplore la performance boursière « décevante » et estime que sous la présidence d'Emmanuel Faber, « le bon équilibre entre la création de valeur pour l’actionnaire et les questions de durabilité » n'ont pas été respectés.
En février 2021, Danone annonce l'acquisition d'Earth Island, entreprise américaine spécialisée dans les produits d'origine végétale.
Le 1er mars 2021, la décision de scinder à nouveau les postes de président et directeur général est prise par l'Assemblée générale du groupe à la suite de la pression des fonds Bluebell Capital et Artisan Partners. Une solution que ce dernier dénonce le 3 mars 2021. En mars 2021, Emmanuel Faber est démis de ses fonctions, les actionnaires estimant que l'entreprise devient moins profitable en raison de la politique de responsabilité sociale et environnementale.
Début avril 2021, le plan de réorganisation de Danone est lancé : il prévoit la suppression de 1 850 postes dans le monde, dont 458 en France. Quelques semaines plus tard, l'assemblée générale approuve le versement d'un dividende de 1,94 € par action au titre des résultats 2020, soit au total 1,3 milliard d'euros reversés aux actionnaires.
Début mai 2021, Danone annonce la suppression de 60 à 70 postes au sein d'Evian parmi les cadres et personnel administratif. Les départs s'effectueront au cours de l'été 2021 dans le cadre de l'ouverture d'un PSE. Fin juin 2021, l'étendue du plan social est révélée avec 1 200 postes sont supprimés, notamment des dirigeants, des cadres, des commerciaux et des assistants. En parallèle, 770 postes doivent être créés.
En septembre 2021, Antoine Bernard de Saint-Affrique est officiellement nommé PDG de Danone.
En mai 2022, Danone annonce son désengagement de son partenariat avec Mengniu en Chine contre la reprise de la marque Dumex Baby Food. Le même mois, Danone annonce que ses livraisons de lait infantile vers les États-Unis augmenteront, du fait d'une pénurie,. En octobre 2022, Danone annonce son désengagement de la Russie, où il emploie 7 200 personnes, à la suite de l'invasion de l'Ukraine par la Russie en 2022 et aux sanctions associées.
En juillet 2023 l'État russe prend le contrôle d’actifs en Russie de Danone. Ces activités représentent 5% du chiffre d'affaires de Danone et 8 400 employés. Les dépréciations d'actifs pour cette vente se montent à 1 milliard d'euros. En mars 2024, ces activités sont finalement cédées à un proche de Ramzan Kadyrov pour l'équivalent de 177 millions d'euros.
Début 2024, Danone annonce un investissement de 43 millions d'euros dans la réadaptation de son usine dans le Gers, qui sera désormais destinée à la production de protéines végétales.
En mai 2025, Danone annonce la prise d'une participation majoritaire dans l'entreprise américaine Kate Farms, spécialisée dans la nutrition médicale pour un montant non dévoilé,.

## Activité

En bleu : pays dans lesquels Danone possède des sites de production.

### Secteurs
Danone répartit ses activités en trois pôles et emploie près de 90 000 personnes dans 55 pays en 2017.

### Évolution du chiffre d'affaires
| Années                      | 2004  | 2005  | 2006  | 2007  | 2008  | 2009  | 2010  | 2011  | 2012  | 2013   | 2014  | 2015  | 2016  | 2017  | 2018  | 2019  | 2020  | 2021  | 2022  | 2023 |
| --------------------------- | ----- | ----- | ----- | ----- | ----- | ----- | ----- | ----- | ----- | ------ | ----- | ----- | ----- | ----- | ----- | ----- | ----- | ----- | ----- | ---- |
| CA                          | 13,70 | 13,02 | 12,06 | 12,78 | 15,22 | 14,98 | 17,01 | 19,32 | 20,87 | 21,298 | 21,14 | 22,41 | 21,94 | 24,67 | 24,65 | 25,29 | 23,62 | 24,03 | 27,67 | 27,7 |
| Résultat net part du groupe | 0,32  | 1,46  | 1,35  | 4,18  | 1,31  | 1,36  | 1,66  | 1,75  | 1,82  | 1,64   | 1,56  | 1,28  | 1,72  | 2,19  | 2,30  | 2,52  | 2,03  | 2,94  | 2,2   | 2,29 |

### Engagement social et environnemental
En 2020, Emmanuel Faber inscrit l’entreprise dans le cadre des entreprises à mission institué par la loi Pacte,. Le groupe Danone se donne pour objectif de concevoir des emballages « 100 % recyclables, réutilisables ou compostables » pour 2025.
ClientEarth, Surfrider Foundation Europe et Zero Waste France, assignent Danone en justice en janvier 2023 pour pollution au plastique. Danone réagit dans la foulée en se disant « très surpris » par la démarche entreprise par ces trois ONG.

## Marques

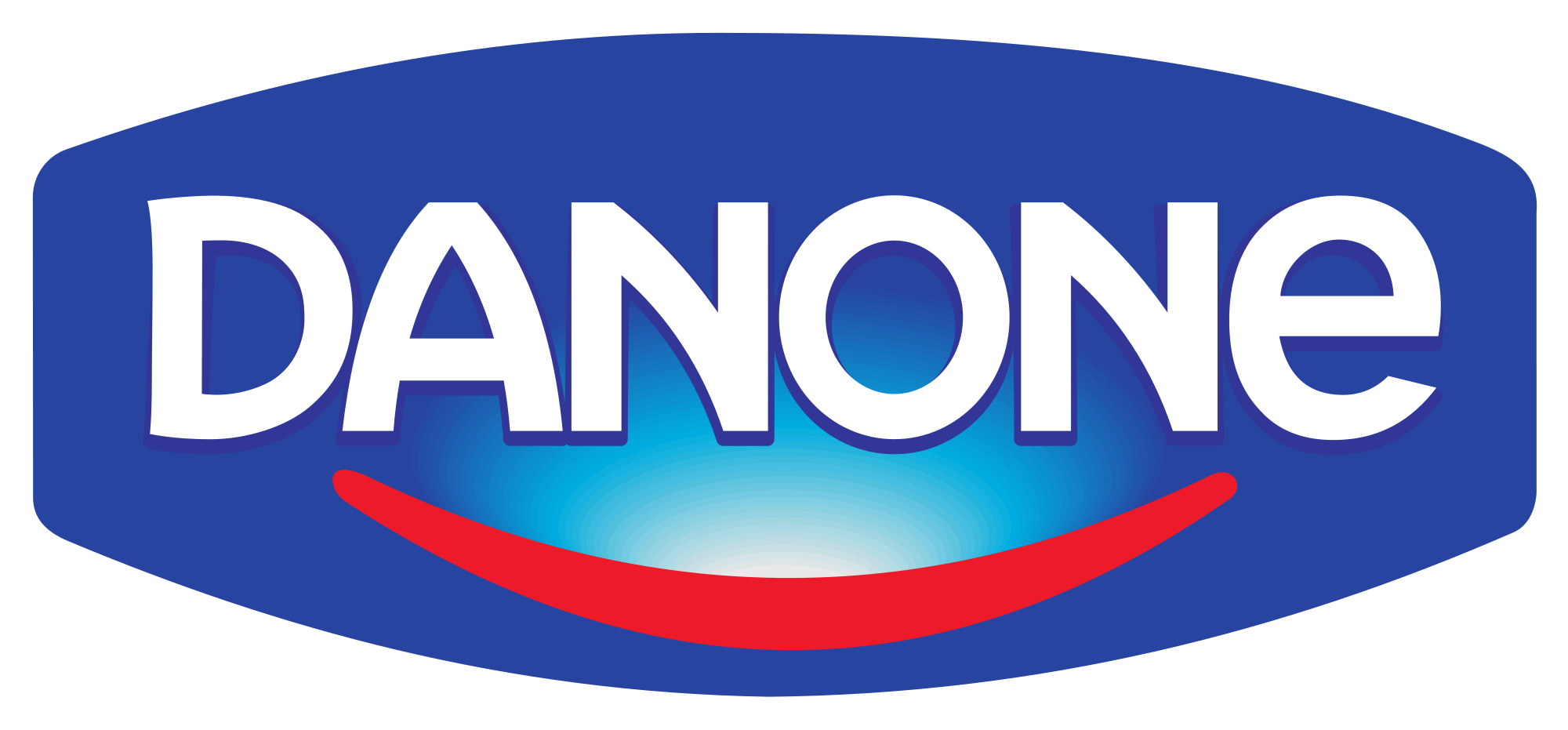
Logo des produits laitiers Danone.

### Principales références en 2023
- Produits laitiers et d'origine végétale[120] : Danone, Danonino, Alpro, Silk, Activia, Actimel, Danette, Light & Free, Oikos, Les 2 Vaches[121], International Delight.
- Eaux[122] : Évian, Volvic, AQUA, Badoit, La Salvetat, Mizone, Font Vella (es), Villa del Sur, Bonafont, Zywiec Zdrój, Villavicencio, Salus, Hayat.
- Nutrition infantile[123] : Blédina, Laboratoire Gallia, Milupa, Malyutka, Cow&Gate, Bebelac, Karicare, Nutrilon - Aptamil, SGM, Happy Family, Dumex, Mellin.
- Nutrition médicale[124] : Nutricia

### Exemples de références passées
Au cours de la vie de l'entreprise, plusieurs marques ont été lancées puis retirées de la vente.

#### Danerolles
Les croissants Danerolles, lancés en 1974, sont revendus par Danone en 2011,,.

#### Danao
Lancé en 1998, Danao est un jus de fruit mélangé avec 20 % de lait. [réf. souhaitée] Après un pic des ventes en 2003 et une dizaine de références, le produit finit par s'essouffler. Danao ne représente plus que 1,4 % du chiffre d'affaires de Danone en France. En 2007, Danone revend Danao au groupe CCLF, qui commercialise déjà des jus de fruits et de légumes frais sous la marque Florette.

#### Essensis
Commercialisé en janvier 2007, le produit laitier Essensis met en avant des vertus cosmétiques et veut devenir le « geste beauté du matin » à l'instar d'Actimel, le « geste santé du matin ». Le yaourt, avec son packaging rose et argenté (une première dans le rayon des produits laitiers), est censé « nourrir la peau de l’intérieur ». Il se place alors sur le segment de la cosmétofood, tendance venue d'Asie. Il contient notamment de l'huile de bourrache, du thé vert et de la vitamine E. Selon le groupe, une étude clinique montre que les nutriments contenus dans le yaourt permettent de limiter la perte d'eau dans les cellules. Mais l'association UFC/Que choisir réfute les arguments de l'entreprise et évoque un coup marketing. Elle mène une enquête auprès de consommatrices. Le résultat « ne montre pas de supériorité statistiquement significative de la consommation d’Essensis par rapport à celle de Velouté ». L'efficacité du produit est donc remise en cause. Deux ans après son lancement, Essensis est retiré des linéaires.

#### Densia
En 2009, Danone projette de commercialiser Densia. Riche en calcium et en vitamine D, il est destiné aux femmes de plus de 45 ans, sujettes à l'ostéoporose. Mais un an plus tard, après des tests peu concluants effectués dans les supermarchés de Brive-la-Gaillarde en Corrèze, le groupe renonce à lancer le produit en France. Le yaourt est cependant déjà commercialisé en Espagne et en Italie. Il est même décliné en quatre références. Finalement, le produit est lancé dans le reste de l'Europe. L'entreprise, encore marquée par l'échec d'Essensis, préfère renoncer au marché français.

## Actionnariat

### Actionnaires principaux[136]
| Nom                                                | Part en pourcentage |
| -------------------------------------------------- | ------------------- |
| Artisan Partners LP                                | 6,863 %             |
| DANONE                                             | 5,283 %             |
| Groupe Danone SA Employee Stock Ownership Plan     | 1,636 %             |
| Amundi Asset Management SA (Investment Management) | 0,4848 %            |
| OFI Invest Asset Management SA                     | 0,4160 %            |

### Répartition par type d'actionnaire
Au 31 décembre 2023, l'actionnariat de Danone s'établit ainsi :
- investisseurs institutionnels : 78 % des actions
- actionnaires individuels et FCPE « Fonds Danone » : 10 %
- actions en réserve (actions appartenant à Danone) : 5 %
- autres : 7 %

### Répartition par nationalité des actionnaires institutionnels
Au 31 décembre 2023, les investisseurs institutionnels actionnaires de Danone se répartissent selon ces nationalités :
- États-Unis : 51 %
- France : 15 %
- Royaume-Uni : 10 %
- Suisse : 4 %
- Allemagne : 4 %
- reste de l'Europe : 11 %
- reste du monde : 4 %[137].

## Gouvernance d'entreprise

### Direction de l'entreprise
De 1966 à 2014, Danone a été dirigé par un président-directeur général :
- Antoine Riboud : 1966-1996
- Franck Riboud : 1996-2014

Le 1er septembre 2014, la gouvernance de Danone a évolué, avec la dissociation des fonctions de président et de directeur général et mise en place d'une présidence renforcée :
- Président du conseil d'administration : Franck Riboud
- Directeur général et vice-président du conseil d'administration : Emmanuel Faber[139]

En 2017, Emmanuel Faber est nommé président-directeur général. Il succède à Franck Riboud, qui devient président d’honneur.
En mars 2021, le conseil d'administration de Danone prend la décision de dissocier à nouveau les fonctions de président et de directeur général sur proposition d'Emmanuel Faber qui doit conserver la présidence du groupe, mais céder sa fonction de directeur général. Le 14 mars cependant, le conseil d'administration décide de l'éviction d'Emmanuel Faber, à effet immédiat, et son remplacement par intérim par Gilles Schnepp, ancien président-directeur général de Legrand.
En mai 2021, une information du Figaro annonce la nomination d'Antoine Bernard de Saint-Affrique pour succéder à Emmanuel Faber comme directeur général du groupe à compter de septembre 2021.

### Conseil d'administration
Au 14 décembre 2024, les 11 membres du Conseil d’administration sont les suivants :
- Gilles Schnepp - Président du conseil d'administration
- Valérie Chapoulaud-Floquet - Administratrice référente, administratrice indépendante
- Frédéric Boutebba - Chargé de missions politiques et sociales, administrateur non indépendant
- Antoine de Saint-Affrique - Directeur général, administrateur non indépendant
- Gilbert Ghostine - Président du conseil d'administration de Sandoz, administrateur indépendant
- Lise Kingo - Administratrice de sociétés, présidente du comité CSR, administratrice indépendante
- Patrice Louvet - Président et Directeur général de Polo Ralph Lauren, Membre du comité nomination, rémunération et gouvernance, administrateur indépendant
- Sanjiv Mehta - Administrateur de sociétés, membre du comité d'audit, administrateur indépendant
- Géraldine Picaud - Directrice générale de SGS, présidente du comité d'audit, administratrice indépendante
- Susan Roberts - Doyenne associée pour la recherche fondamentale, Professeure de médecine et d'épidémiologie, Membre du comité CSR, administratrice indépendante
- Bettina Theissig - Administratrice représentant les salariés et membre du Comité CSR, administratrice non indépendante

### Structure de l'actionnariat
Au 1er avril 2024 :
| actionnaire                                                   | nb actions | part     |
| ------------------------------------------------------------- | ---------- | -------- |
| Artisan Partner                                               | 47 556 481 | 7,017 %  |
| Danone SA                                                     | 36 230 001 | 5,345 %  |
| Amundi Asset Management SA (Investment Management)            | 18 641 553 | 2,750 %  |
| Norges Bank Investment Management                             | 12 629 624 | 1,863 %  |
| Predica Prévoyance Dialogue du Crédit Agricole SA (Invt Port) | 10 523 869 | 1,553 %  |
| Groupe Danone SA Employee Stock Ownership Plan                | 10 437 763 | 1,540 %  |
| Caisse Des Dépôts & Consignations (Investment Management)     | 9 491 584  | 1,400 %  |
| Crédit Mutuel Asset Management SA                             | 8 212 155  | 1,212 %  |
| Lyxor International Asset Management SAS                      | 4 265 412  | 0,6293 % |
| Sofina SA (Private Equity)                                    | 4 233 428  | 0,6246 % |

#### Historique de l'actionnariat
L'historique indiqué ci-dessous n'est pas exhaustif. Il relate les répartitions précédemment décrites dans des éditions antérieures de la page.
1. ↑  La référence initiale du 2018-12-02  n'existe pas à cette date, ni sur archive.org, ni sur archive.wikiwix.com

## Marketing

### Marque préférée des Français
En 1999, selon l'institut de sondage TMO, l'entreprise est la marque « préférée des Français ». Et c'est la valeur santé qui est alors plébiscitée. Deux ans plus tard, Danone arrive encore en tête des résultats. En 2011, Danone figure dans le top 3 des marques préférées des Français pour l'alimentation. Le numéro un étant Évian, une des filiales du groupe. En 2024, Danone figure en cinquième position de ce classement.

### Sport
En 1994, Antoine Riboud crée l'Evian Masters, un tournoi de golf féminin. En 2013, l'événement sportif deviendra le premier tournoi majeur organisé en dehors des pays anglo-saxons. À cette occasion, la compétition changera de nom pour s'appeler « The Evian Championship ».
Depuis 2000, l'entreprise organise la Danone Nations Cup, une compétition internationale de football pour les enfants de 10 à 12 ans, parrainée par Zinédine Zidane.

## Relations sociales
En 2010, le programme Dan'Cares est lancé. Il a pour but d'apporter la même couverture santé (chirurgie, hospitalisation, maternité, consultation médicale, pharmacie) à ses 100 000 salariés à travers le monde.
Danone figure à la troisième place dans le classement fait par l'Observatoire des multinationales de Human Rights Watch sur les entreprises françaises les plus inégalitaires (rapport entre le salaire du dirigeant et le salaire des salariés), sur la base des chiffres de 2012, la rémunération de son PDG représentant 195 fois la dépense moyenne par salarié.

## Activité de lobbying

### En France
Danone déclare à la Haute Autorité pour la transparence de la vie publique exercer des activités de lobbying en France pour un montant qui n'excède pas 300 000 euros sur le second semestre 2017
Danone finance ainsi par exemple, le Professeur Patrick Tounian de la société française de pédiatrie.

### Auprès des institutions de l'Union européenne
Danone est inscrit depuis 2011 au registre de transparence des représentants d'intérêts auprès de la Commission européenne. Le groupe déclare pour l'année 2016 pour cette activité des dépenses d'un montant compris entre 400 000 et 500 000 euros.

### Aux États-Unis
Selon le Center for Responsive Politics, les dépenses de lobbying de Danone aux États-Unis s'élèvent en 2015 à 690 000 dollars.

## Controverses

### L'affaire LU
Le 10 janvier 2001, le journal Le Monde révèle la fermeture prochaine de deux usines LU. Le 29 mars, Danone annonce la réorganisation de son pôle Biscuits en Europe. Il comprend la fermeture de deux usines LU (biscuiterie) sur sept, à Calais et à Évry sur la commune de Ris-Orangis, ainsi qu'un plan de licenciement dans sa filière biscuits pourtant bénéficiaire. Le plan de restructuration prévoit la suppression de 1 780 emplois, dont 570 en France. L'objectif est de faire face à sa surcapacité industrielle à l'échelle européenne, en rationalisant les gammes et les lignes de production. Le taux d'utilisation des usines du groupe sont de 43 % contre 70 % chez ses concurrents. Danone s'engage alors sur des mesures d'accompagnement applicables à l'ensemble des sites concernés et sur des actions de réindustrialisation des territoires touchés jusqu'en 2004.
En France, l'annonce de ce plan déclenche une vague de protestation auprès des salariés, des syndicats, de l'opinion publique, mais aussi de la classe politique.
Début avril, des employés de l'usine LU de Calais lancent un appel au boycott. Petit à petit, le mouvement s'amplifie. Plusieurs mairies décident de suspendre l'achat des produits Danone dans les cantines scolaires, les crèches, les restaurants administratifs, les villages-vacances… Des comités d'entreprise emboîtent le pas. À l'Assemblée nationale, Attac obtient une centaine de signatures de députés. Des usines sont également occupées et des tracts distribués par les salariés.
Cependant, même si les Français approuvent le boycott, celui-ci divise. Les politiques et l'opinion publique soutiennent le mouvement, alors que des syndicats y sont opposés.
Ce plan entraîne aussi la mise en ligne d'un site Internet intitulé « jeboycottedanone » détournant le logo. Danone poursuit en justice Olivier Malnuit, rédacteur en chef adjoint de Technikart, auteur du logo détourné, et le Réseau Voltaire qui seront chacun condamnés en première instance à payer 100 000 francs (15 000 euros) d'amende, 60 000 francs (9 000 euros) de dommages et intérêts, 30 000 francs (4 500 euros) de frais de publication judiciaire et 10 000 francs (1 500 euros) de frais d'avocats pour contrefaçon. Toutes ces condamnations seront annulées en appel, la Cour confirmant la supériorité de la liberté d'expression sur le droit des marques. Ce plan social intervient aussi à un moment de crispation de la cohabitation, à un an de l'élection présidentielle, entre Jacques Chirac et Lionel Jospin, les deux s'exprimant sur le sujet.
Le 29 août 2004, le contrat des salariés de l'usine de Calais et d'Évry-Ris-Orangis, prend fin et les usines ferment leurs portes définitivement. L'infirmière d'une de ces usines raconte les trois ans de bataille entre la direction et les employés dans un livre paru chez Flammarion : Dehors les p'tits lus  (ISBN 2-08-068816-2).

### Rumeur de rachat par PepsiCo
En juillet 2005, une rumeur court sur un éventuel rachat par OPA hostile du groupe Danone par PepsiCo. L'information, révélée par le magazine Challenges, affirme que Pepsico a pris 3 % du capital de Danone. Très vite, la classe politique se dit « préoccupée » et la rumeur enfle. Hommes politiques de droite et de gauche, syndicats s'élèvent pour défendre le groupe Danone, évoquant « un fleuron industriel ».
Pepsi nie avoir une telle intention, mais l'affaire fait grand bruit et le gouvernement français annonce qu'il fera son possible pour protéger Danone. L'Autorité des marchés financiers (AMF) annonce que PepsiCo lui a certifié le 24 juillet qu'il ne préparait pas d'offre sur le groupe alors que pendant des années, les investisseurs ont estimé crédible un rachat de Danone. De leur côté, les actionnaires déplorent un emballement autour de cette affaire[réf. nécessaire].
Cependant, une voix discordante se fait entendre, celle de Gérard Augustin-Normand, président de Richelieu Finance. Selon lui, il s'agit d'une manœuvre « organisée par Danone et les pouvoirs publics français afin de rendre une OPA plus difficile et de constituer un socle d'actionnaires institutionnels français solide autour de Danone ».
À la suite de la rumeur d'OPA, l'action de Danone bondit de 10 % à la bourse de Paris le mardi 19 juillet 2005.

### Actimel et Activia: publicité mensongère
La publicité autour des supposées vertus des produits Actimel et Activia a été critiquée à plusieurs reprises. Au terme d'une action initiée en 2008 aux États-Unis, le groupe s'est engagé à verser 35 millions de dollars pour mettre fin aux poursuites. En 2010, Danone a été contraint de retirer ses allégations concernant ses produits phares, Activia et Actimel, présentés de façon abusive comme favorables à la santé.

### Publicité mensongère sur le produit Danonino
Le marketing destiné aux enfants sur le produit Danonino commercialisé par l'entreprise a été vivement critiqué par l'ONG de consommateurs foodwatch. Selon l'ONG, ce produit est présenté comme contenant du fruit alors qu'il n'en présente aucune trace. Elle a lancé une pétition en mars 2017 qui a réuni plusieurs milliers de signatures. Depuis, la marque a modifié l'emballage de son produit ainsi que sa recette, y ajoutant 6 % de fruit.

### Promotion du lait en poudre et mise en danger de nourrissons en Indonésie
En 2010, un rapport de l’IBFAN, un collectif de 273 organismes à travers le monde dénonce les méthodes utilisées en Indonésie par les multinationales Danone à travers ses filiales Sari Husada et Nutricia, Nestlé, et Friesland, pour promouvoir le lait en poudre auprès du personnel hospitalier aux dépens de la santé des femmes et des nouveau-nés. La situation est également dénoncée par l'association Save the Children.
En 2015, une enquête du magazine Cash investigation de France 2 illustre comment Danone met en place des contrats de formation avec le personnel soignant de certaines cliniques, dont les clauses indiquent qu’en échange de séances de formation de sages-femmes ou de matériel professionnel, ce personnel doit promouvoir auprès des familles, dès la naissance d’un nouveau-né, le lait en poudre SGM,.
L’emploi de lait en poudre pour les nourrissons dans les pays en développement est contraire aux recommandations de l’OMS, et contraire également à la loi indonésienne depuis 2005. Celui-ci pouvant conduire, d’une part, à des maladies graves chez le nourrisson dans des régions où les conditions sanitaires ne sont pas réunies, le PPN n'étant pas stérile, d’autre part, conduire à l’arrêt de la production de lait chez la mère ne trouvant d’autre issue que de prolonger l’utilisation de lait en poudre,. Il est estimé que l’allaitement pourrait réduire de 13 à 22 % la mortalité infantile dans ce pays à forte natalité. L’utilisation du lait en poudre pour les nourrissons y est un enjeu de santé publique dénoncé notamment par l’Association des femmes indonésiennes qui allaitent (Aimi) depuis 2007.
Interrogée sur cette situation, la direction du groupe Danone a refusé les demandes d’interviews des journalistes et son directeur général Emmanuel Faber, abordé par la journaliste Élise Lucet à la sortie d'un colloque n'a voulu faire aucun commentaire. Danone s’est déclaré « choqué par le reportage » au lendemain de sa diffusion et a affirmé respecter le code international de commercialisation des substituts de lait maternel de l'OMS et faire respecter par ses filiales « un code de conduite des affaires rigoureux ».
L’Indonésie est présentée comme le 5e contributeur en termes de ventes mondiales du groupe Danone en 2014 et son lait SGM comme le plus distribué dans ce pays.
En octobre 2019, l'association Foodwatch dénonce dans un rapport la présence de dérivés d’hydrocarbures dans des laits en poudre pour bébés vendus en France par Nestlé et Danone et demande leur rappel.

### Captation des eaux des rivières pendant la sécheresse en France
Danone puise 2,7 milliards de litres d'eau par an à Volvic (Puy-de-Dôme), cela réduit d'autant plus l'eau des rivières pendant les sécheresses, notamment depuis 2017 où les prélèvements semblent plus fréquents en été. Pendant la canicule et sécheresse de l'été 2020, les cours d'eau sont quasiment taris, bien que Volvic ait baissé de 16 % ses prélèvements. Le président de l'association Preva de consommateurs d'eau, Jacky Massy demande « une table ronde pour un usage raisonnable, durable de la ressource » et différentes associations demandent une révision de l’autorisation de prélèvement accordé à Danone par l’État,. En mai 2022, la justice demande de nouvelles expertises.

### Guerre en Ukraine et activité en Russie
Le 14 octobre 2022, le groupe Danone (Nutricia) a annoncé la vente de sa filiale russe Essential Dairy and Plant-based (EDP). Danone employait 7200 salariés en Russie, répartis dans 13 usines a été. L’opération pourrait entraîner une dépréciation d’un milliard d’euros.

### Pollution plastique

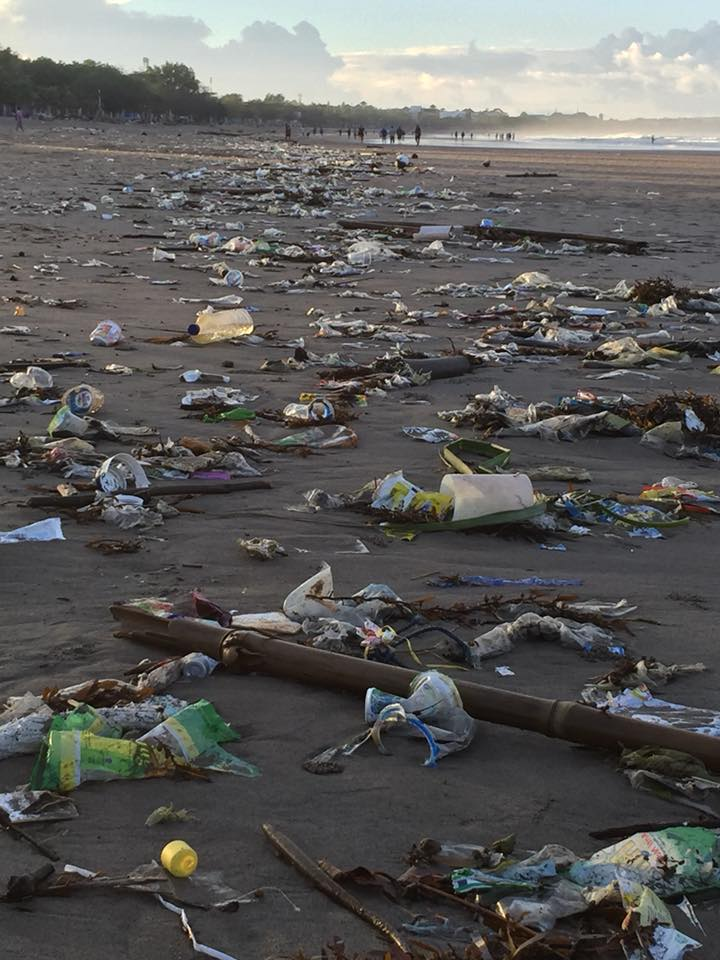
Plage de Bali polluée au plastique en 2018.

Selon le classement établi en 2022 par le Programme des Nations unies pour l'environnement et la Fondation Ellen MacArthur, Danone est le huitième plus gros utilisateur de matière plastique au monde. En 2021, la multinationale a produit plus de 750 000 tonnes d'emballage plastique, ce nombre étant en augmentation par rapport aux 716 000 tonnes de 2020.
Parallèlement, Danone figure dans le top 10 des entreprises les plus polluantes en matière plastique dans les audits de l'ONG Break Free From Plastic effectués chaque année entre 2018 et 2022. En Indonésie, deuxième pays le plus contributeur à la pollution plastique des océans, les bouteilles de la marque Aqua appartenant à Danone figurent en première place parmi les déchets plastiques dans les eaux fluviales et maritimes ainsi que dans les mangroves et sur les plages, notamment sur l'île de Bali. Un format à usage unique de la forme et du volume d'un gobelet est surtout incriminé : Aqua cup.
L'entreprise affirme dans son plan de vigilance 2021 miser sur l'investissement dans la collecte et le recyclage des déchets plastiques ainsi que sur la recherche et le développement d'emballages recyclés et recyclables. Cependant, malgré ses profits, Danone fait depuis 2009 d'ambitieuses promesses de réduction des pollutions plastiques par le recyclage sans jamais les respecter, tout en réduisant discrètement ses objectifs au fil des décennies.
Par exemple, le groupe s'est engagé à utiliser 50 % de plastique recyclé d'ici à 2025 alors que la proportion d'emballages réutilisés par Danone a reculé de 4,8 % à 4,1 % entre 2021 et 2020 et que la part du plastique recyclé stagne à 10 % dans l'ensemble de la filère plastique. Autre exemple : malgré la demande faite en 2019 par le gouvernement indonésien à l'adresse des industriels de supprimer les formats d'eau en bouteille de moins d'1 litre et les promesses de Danone de développer les grands formats et de supprimer le format Aqua cup, les petits formats, dont Aqua cup, sont encore en vente en 2022 et se retrouvent toujours en bonne place parmi les amoncellements de déchets sur les plages indonésiennes.
En 2023, Danone est assigné en justice par trois ONG, Surfrider Foundation Europe, ClientEarth et Zero Waste, qui estiment que son plan de vigilance ne prend pas assez en compte « les risques liés à l’utilisation du plastique » et veulent contraindre la multinationale à déplastifier ses activités.